# 西安鐘楼

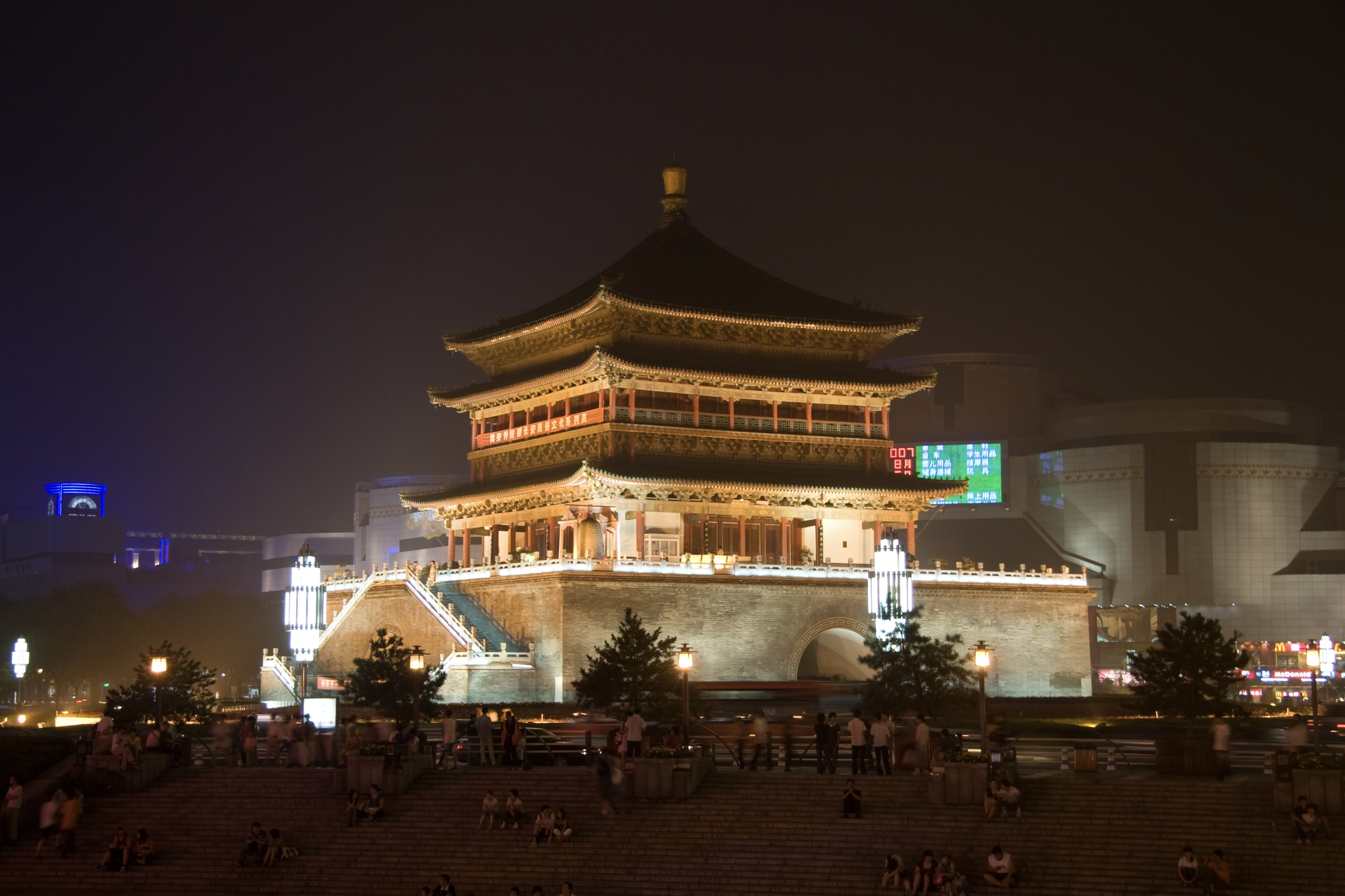
西安鐘楼

西安鐘楼 (中国語: 西安钟楼) は、中国陝西省西安市にある鐘楼。明朝初期の洪武帝の時代の1384年に建てられ、西安市のシンボルとなった。当初は広済街にあったが、1582年に現在の場所に移された。中国国内では有数の大きさである。鐘楼には、唐時代かの、青銅製の鐘も多く存在している。楼は正方形で、高さは36メートルで、そのうち基壇の高さが8メートルある。